# 기욤프랑수아 루엘

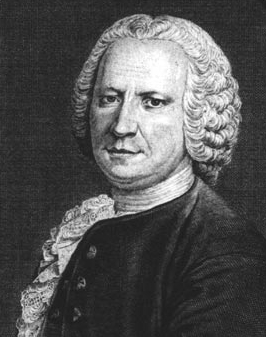
기욤프랑수아 루엘

기욤프랑수아 루엘(프랑스어: Guillaume-François Rouelle, 1703년 9월 15일 ~ 1770년 8월 3일)은 프랑스의 화학자이다.

## 생애
캉 부근의 마티외에서 출생하였다. 오를레앙 공의 의사였으며, 왕의 정원(프랑스어: Jardin du Roi)의 교수였다. 당시 프랑스에서 가장 뛰어난 화학자중 한 사람이었으며, 그의 강의는 많은 사람들에게서 호평을 받았다. 그의 강의를 들었던 문하생 중에는 조제프 루이 프루스트, 앙투안 라부아지에, 니콜라 르블랑 등 이후 뛰어난 업적을 이룬 사람들이 많았다.
이전까지의 염이라는 말은 소금의 짠 맛을 가지는 물질에 대해서 주어진 말이었으나, 그는 염을 산과 염기가 반응한 화합물이라고 정의하였다. 또한 염을 처음으로 산성염, 중성염, 염기성염으로 구분하였다. 요소, 황화 수소를 발견하였으며, 황산의 탈수작용에 대해서 설명하였다.

## 주요저서
- Mémoires de l'Acad. royale des Sciences, 353(1744); 572(1754).

## 참고 문헌
- 化學大辭典編集委員會 편, 성용길, 김창홍 역, 《화학대사전》, 서울: 世和, 2001.